# PCID2
PCID2 (англ. PCI domain containing 2) – білок, який кодується однойменним геном, розташованим у людей на 13-й хромосомі. Довжина поліпептидного ланцюга білка становить 399 амінокислот, а молекулярна маса — 46 030.
| 10         |  | 20         |  | 30         |  | 40         |  | 50         |
| ---------- |  | ---------- |  | ---------- |  | ---------- |  | ---------- |
| MAHITINQYL |  | QQVYEAIDSR |  | DGASCAELVS |  | FKHPHVANPR |  | LQMASPEEKC |
| QQVLEPPYDE |  | MFAAHLRCTY |  | AVGNHDFIEA |  | YKCQTVIVQS |  | FLRAFQAHKE |
| ENWALPVMYA |  | VALDLRVFAN |  | NADQQLVKKG |  | KSKVGDMLEK |  | AAELLMSCFR |
| VCASDTRAGI |  | EDSKKWGMLF |  | LVNQLFKIYF |  | KINKLHLCKP |  | LIRAIDSSNL |
| KDDYSTAQRV |  | TYKYYVGRKA |  | MFDSDFKQAE |  | EYLSFAFEHC |  | HRSSQKNKRM |
| ILIYLLPVKM |  | LLGHMPTVEL |  | LKKYHLMQFA |  | EVTRAVSEGN |  | LLLLHEALAK |
| HEAFFIRCGI |  | FLILEKLKII |  | TYRNLFKKVY |  | LLLKTHQLSL |  | DAFLVALKFM |
| QVEDVDIDEV |  | QCILANLIYM |  | GHVKGYISHQ |  | HQKLVVSKQN |  | PFPPLSTVC  |

A: Аланін

C: Цистеїн

D: Аспарагінова кислота

E: Глутамінова кислота

F: Фенілаланін

G: Гліцин

H: Гістидин

I: Ізолейцин

K: Лізин

L: Лейцин

M: Метіонін

N: Аспарагін

P: Пролін

Q: Глутамін

R: Аргінін

S: Серин

T: Треонін

V: Валін

W: Триптофан

Кодований геном білок за функцією належить до фосфопротеїнів. 
Задіяний у таких біологічних процесах, як ацетилювання, альтернативний сплайсинг. 